# Fohn Lakes
Die Fohn Lakes sind elf unterschiedlich große Seen im Southland District der Region Southland auf der Südinsel von Neuseeland.

## Geographie
Die Fohn Lakes befinden sich östlich der Bryneira Range, zwischen dem Olivien River im Westen und dem Beans Burn im Osten. Die elf unterschiedlich großen Seen liegen auf einer Fläche von rund 1,1 km² verteilt, wobei die drei größten Seen jeweils Flächen von 12,1 Hektar, 2,3 Hektar und 1,0 Hektar umfassen. Zusammen bilden sie eine Seefläche von rund 16,6 Hektar ab.
Die Seen befinden sich auf Höhen zwischen 1430 m und 1520 m.